# Fritz Bayerlein
Fritz Hermann Michael Bayerlein (Würzburg, 14 januari 1899 - Würzburg, 31 januari 1970) was een Duitse officier en Generalleutnant tijdens de Tweede Wereldoorlog. Hij diende onder Rommel als stafchef, en voerde het commando over de Panzer-Lehr-Division. Hij werd onderscheiden met het Ridderkruis van het IJzeren Kruis met Eikenloof en Zwaarden als erkenning voor de extreme dapperheid en/of succesvolle militaire leiderschap.

## Leven
Fritz Bayerlein werd op 14 januari 1899 in Würzburg als een zoon van een hoofdinspecteur (Oberinspektor) geboren. Na het behalen van zijn eindexamen van het gymnasium, meldde hij zich aan bij het Beierse leger.

### Eerste Wereldoorlog
Bayerlein trad tijdens de Eerste Wereldoorlog als Fahnenjunker op 5 juni 1917 in dienst van het Königlich Bayerisches 9. Infanterie-Regiment „Wrede“ van het Beiers leger.
Op 28 mei 1918 werd hij voor het eerst aan het Westfront ingezet. Voor zijn verdienste tijdens de oorlog werd hij met het IJzeren Kruis 1914, 2e Klasse op 30 augustus 1918 onderscheiden.

### Interbellum
Na het einde van de oorlog, diende hij voor een korte periode in het Freiwilligenbataillon „Dittmar“, en werd als Fahnenjunker-Unteroffizier hierna overgenomen in het 100.000 manschappen tellende Reichswehr. Na zijn plaatsing bij het 21. (Bayerisches) Infanterie-Regiment (Reichswehr) werd hij op 1 januari 1922 bevorderd tot Leutnant. Voor de komende twee jaren werd hij bij het 4. (MG.) Kompanie vom 21. (Bayer.) Infanterie-Regiment geplaatst. Op 1 oktober 1930 werd hij tot adjudant van het 1e bataljon van het  21. (Bayer.) Infanterie-Regiment in Würzburg benoemd. Hij bewees zichzelf als troepenofficier en werd naar de oorlogsacademie gecommandeerd, om daar de opleiding voor de Generale staf te volgen. Hierna werd hij bij de staf van de 2e Divisie van de Reichswehr in Stettin geplaatst. Op 1 maart 1934 werd Bayerlein bevorderd tot Hauptmann i.G.. In het voorjaar van 1935, na de verdere uitbreiding van de Reichswehr, werd hij overgeplaatst naar de staf van de Artillerieführer V. Maar hij werd tijdens deze periode naar de Generale Staf van het leger gecommandeerd. Vanaf 1935 deed hij als Hauptmann i.G. in de staf van het 15e Gemotoriseerde Korps (XV. Armeekorps) dienst. In het voorjaar van 1936 kwam het tot een daadwerkelijk inzet met de staf van het 15e Infanteriedivisie. Op 12 oktober 1937 werd hij tot chef van de 2e compagnie van het 6e MG bataljon in Coburg aangesteld. Als zodanig nam hij vervolgens aan de Anschluss van Oostenrijk deel. In deze functie werd hij op 1 juni 1938 bevorderd tot Major i.G., en korte tijd later als 2e Generale Stafofficier (Zweiter Generalstabsoffizier) naar het 3e Pantserdivisie overgeplaatst.

### Tweede Wereldoorlog
Op 1 april 1939 werd Bayerlein tot 1e Generale Stafofficier (la) in de 10e Pantserdivisie (10. Panzer-Division) benoemd, en nam met deze eenheid aan de Poolse Veldtocht deel. Voor deze veldtocht werd hij met het Herhalingsgesp bij IJzeren Kruis 1939 beide klassen onderscheiden.
Vanaf 25 februari 1940 werd hij in gelijke functie bij het 19e Gemotoriseerde Korps ingezet, en nam deel aan de slag om Frankrijk. Hij bleef in deze functie toen dit korps tot Panzergruppe Guderian en later Panzergruppe 2 omgevormd werd. Met deze eenheid nam hij aan operatie Barbarossa deel. 
Al sinds 1 september 1940 Oberstleutnant i.G., werd hij op 5 oktober 1941 tot stafchef van het Afrikakorps onder leiding van Erwin Rommel benoemd.
Voor zijn leiderschap tijdens de gevechten in de regio van Sidi Rezegh en tijdens de terugtocht uit El Agheila in november 1941, werd Bayerlein met het Ridderkruis van het IJzeren Kruis onderscheiden. Op 1 april 1942 volgde zijn bevordering tot Oberst i.G., en werd hij op 23 oktober 1942 met het Duits Kruis in goud onderscheiden.

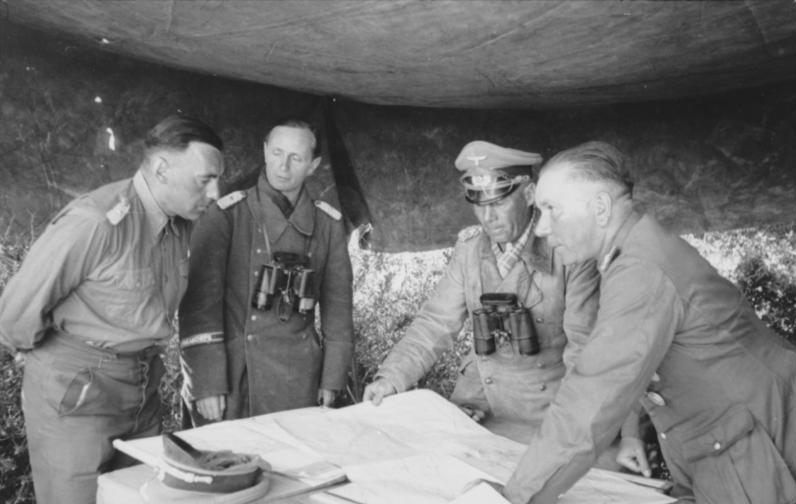
Vlnr. Oberst Fritz Bayerlein, General der Kavallerie Siegfried Westphal, Generaloberst Erwin Rommel, Generalleutnant Walter Nehring bespreken van de aanval op Tobroek, april 1942.

Vanaf 7 december 1942 functioneerde hij als chef van de staf van het Pantserleger Afrika (Panzerarmee Afrika) en behield deze functie ook toen het leger in februari 1943 tot 1e Leger (Italiaans) (1a Armata Italiana) hernoemd werd en de Italiaanse generaal Giovanni Messe het commando overnam. Met ingang van 1 maart 1943 werd hij tot Generalmajor bevorderd. Net op tijd voor het einde in Tunesië werd Fritz Bayerlein op 6 mei 1943 met een van de laatste vliegtuigen naar Italië teruggevlogen. Dit omdat hij inmiddels spierreuma en hepatitis opgelopen had, en als gevolg hiervan rust moest nemen. Van Bayerlein werd in het Führerreserve (OKH) geplaatst.
Op 6 juli 1943 werd hij voor zijn verdienste tijdens het leiding geven aan het 1e Leger (Italiaans) (1a Armata Italiana) met het Eikenloof bij zijn Ridderkruis van het IJzeren Kruis onderscheiden.
Op 25 oktober 1943 nam Bayerlein het commando van de 3e Pantserdivisie (3. Panzer-Division) over, waarmee hij voor het eerst in het midden van Dnjepr en vervolgens in de regio van Kirovograd vocht. Met zijn ervaringen uit de Afrikaanse Veldtocht, probeerde Bayerlein zo'n beweeglijke oorlogsvoering in het Oosten te voeren. Zo kon hij met zijn divisie tegen een „Führerbefehl“ in, de omsingeling van Kirowograd succesvolle doorbreken en weer een front opbouwen. Kort hierna, op verzoek van zijn oude mentor, Generaloberst Guderian, werd hij belast met het opzetten van een nieuwe volledig gepantserde divisie van de Heer, de zogenaamde Panzer-Lehr-Division. Op 4 februari 1944 werd hij tot commandant benoemd, en op 1 mei 1944 bevorderd tot Generalleutnant. Na een eerste inzet tijdens de bezetting van Hongarije in maart 1944 werd de Panzer-Lehr-Division verplaatst naar Frankrijk en werd daar verder gevormd. Nadat op 6 juni 1944 de invasie van Normandië begonnen was, voerde Bayerlein zijn divisie in gevechten rond Tilly, Saint-Lô en Avranches aan. Hij werd hiervoor op 20 juli 1944 met Zwaarden bij zijn Ridderkruis van het IJzeren Kruis onderscheiden.
Toen de Amerikanen eind juli 1944 uit het bruggenhoofd braken, leed de divisie zeer zware verliezen. Dit leidde tot een verkleining van de divisie tot een zogenaamde "Kampfgruppe"; deze trok zich terug naar de westelijke grens van het Rijk. Daar kreeg het een "opfrissing", echter overwegend met weinig opgeleide soldaten en met een ontoereikende materiële uitrusting. Desondanks nam de divisie onder leiding van Fritz Bayerlein in december 1944 en januari 1945 deel aan het Ardennenoffensief in de sector van het 5e Pantserleger.

### Na de oorlog
Na zijn vrijlating uit krijgsgevangenschap, werkte Bayerlein aan studies over de Tweede Wereldoorlog. De Amerikaanse scenarioschrijver Carl Foreman liet zich door Bayerlein voor de film The Guns of Navarone adviseren.
Op 31 januari 1970 overleed Fritz Bayerlein in Würzburg. Zijn graf bestaat heden ten dage nog, en ligt op het Würzburger Hauptfriedhof. Bayerlein is nooit getrouwd geweest en ligt naast zijn zuster Ellen begraven.

## Militaire carrière
- Generalleutnant: 1 mei 1944[4][3][13][14][5]
- Generalmajor: 1 maart 1943[4][3][14][5]
- Oberst i.G.: 1 april 1942[4][3][14][5]
- Oberstleutnant i.G.: 1 september 1940[4][3][14][5]
- Major i.G.: 1 juni 1938[4][3][14][5]
- Hauptmann i.G.: 1 maart 1934[4][3][5]
- Oberleutnant: 1 januari 1927[4][3][14]
- Leutnant: 1 januari 1922[4][3][14][5]
- Oberfähnrich: 1 januari 1921[4][14][5]
- Fähnrich: 24 juli 1919[4][14]
- Fahnenjunker-Unteroffizier:[3] 13 september 1918[4][14]
- Fahnenjunker: 5 juni 1917[3][14][5]

Opmerking: de rang van Generalmajor is vergelijkbaar met die van een hedendaagse Brigadegeneraal (OF-6). Het Duitse leger kende tijdens de Tweede Wereldoorlog geen rang van een Brigadegeneraal, waardoor de eerste generaalsrang een Generaal-majoor was. Het naoorlogse Duitse leger kent overigens wel volgens de NAVO schaal een Brigadegeneraal als eerste generaalsrang.

## Onderscheidingen
- Ridderkruis van het IJzeren Kruis met Eikenloof en Zwaarden (nr.81) op 20 juli 1944 als Generalleutnant en Commandant van de Panzer-Lehr-Division[15][4][3][16][17][14]
- Ridderkruis van het IJzeren Kruis met Eikenloof (nr.258) op 6 juli 1943 als Oberst in de Generale Staf en stafchef van het 1e Italiaanse Leger[15][4][3][16][17][14][5]
- Ridderkruis van het IJzeren Kruis (nr.764) op 26 december 1941 als Oberstleutnant in de Generale Staf en stafchef van het Afrikakorps[15][4][3][16][17][14][5]
- Herhalingsgesp bij IJzeren Kruis 1939, 1e Klasse[3] en 2e Klasse[3] (13 september 1939)[15][14]
- IJzeren Kruis 1939, 1e Klasse (27 september 1939)[15][4][14]
- IJzeren Kruis 1914, 2e Klasse (30 augustus 1918)[15][4][16]
- Duits Kruis in goud op 23 oktober 1942 als Oberst in de Generale Staf van het Afrikakorps[15][4][17]
- Erebladgesp op 5 maart 1945[3][17] - 6 maart 1945 (nr.5630)[15][4][16][14]
- Gewondeninsigne 1918 in zwart[14] op 31 augustus 1918[4]
- Gewondeninsigne 1939 in zilver[15]
- Panzerkampfabzeichen in zilver op 16 december 1944[15][14]
- Zilveren medaille voor Dapperheid (Italië)[4][14] op 7 mei 1942[15]
- Ridder in de Militaire Orde van Savoye[4] in december 1941[15]
- Mouwband Afrika[15][4][14]
- Italiaans-Duitse Herinneringsmedaille aan Afrika[15][4]
- Erekruis voor Frontstrijders in de Wereldoorlog[4] op 29 december 1934[15][14]
- Dienstonderscheiding van Leger en Marine, (25 dienstjaren) op 2 oktober 1936[14]
- Hij werd tweemaal genoemd in het Wehrmachtsbericht[14]. Dat gebeurde op:
- 11 januari 1944[15][4][18] citaat Wehrmachtsbericht:
  - „Bei den Kämpfen im Raum Kirowgrad hat sich die brandenburgische 3. Panzerdivision unter Führung des Generalmajors Bayerlein besonders bewährt."[3]
  - „Tijdens de gevechten in het gebied rond Kirovograd is de 3e Pantserdivisie Brandenburg onder leiding van generaal-majoor Bayerlein bijzonder succesvol gebleken."
- 26 juni 1944[15][4][19] citaat Wehrmachtsbericht: 
  - „Im Kampf gegen drei der besten englischen Divisionen hat sich die Panzerlehrdivision unter Führung von Generalleutnant Bayerlein hervorragend bewährt."[3]
  - „In de strijd tegen drie van de beste Engelse divisies is de Panzerlehrdivision onder leiding van luitenant-generaal Bayerlein voortreffelijk gebleken."